# Kaseya Center
Het Kaseya Center is een multifunctionele indoor-sportstadion gelegen aan Biscayne Bay in de Amerikaanse stad Miami, Florida. De American Airlines Arena (ook AAA of Triple A) werd vernoemd naar de Amerikaanse luchtvaartmaatschappij American Airlines vanaf de opening in 1999 tot 2021. In 2021 veranderde de naam naar de FTX Arena, omdat de naamrechten aan het cryptobedrijf FTX werden verkocht. Na het faillissement van FTX in 2023 werd het stadium kort aangeduid als de Miami-Dade Arena.  Sinds april 2023 zijn de naamgevingsrechten op de arena eigendom van Kaseya onder een 17-jarige overeenkomst van $ 117.4 miljoen.

## Foto's

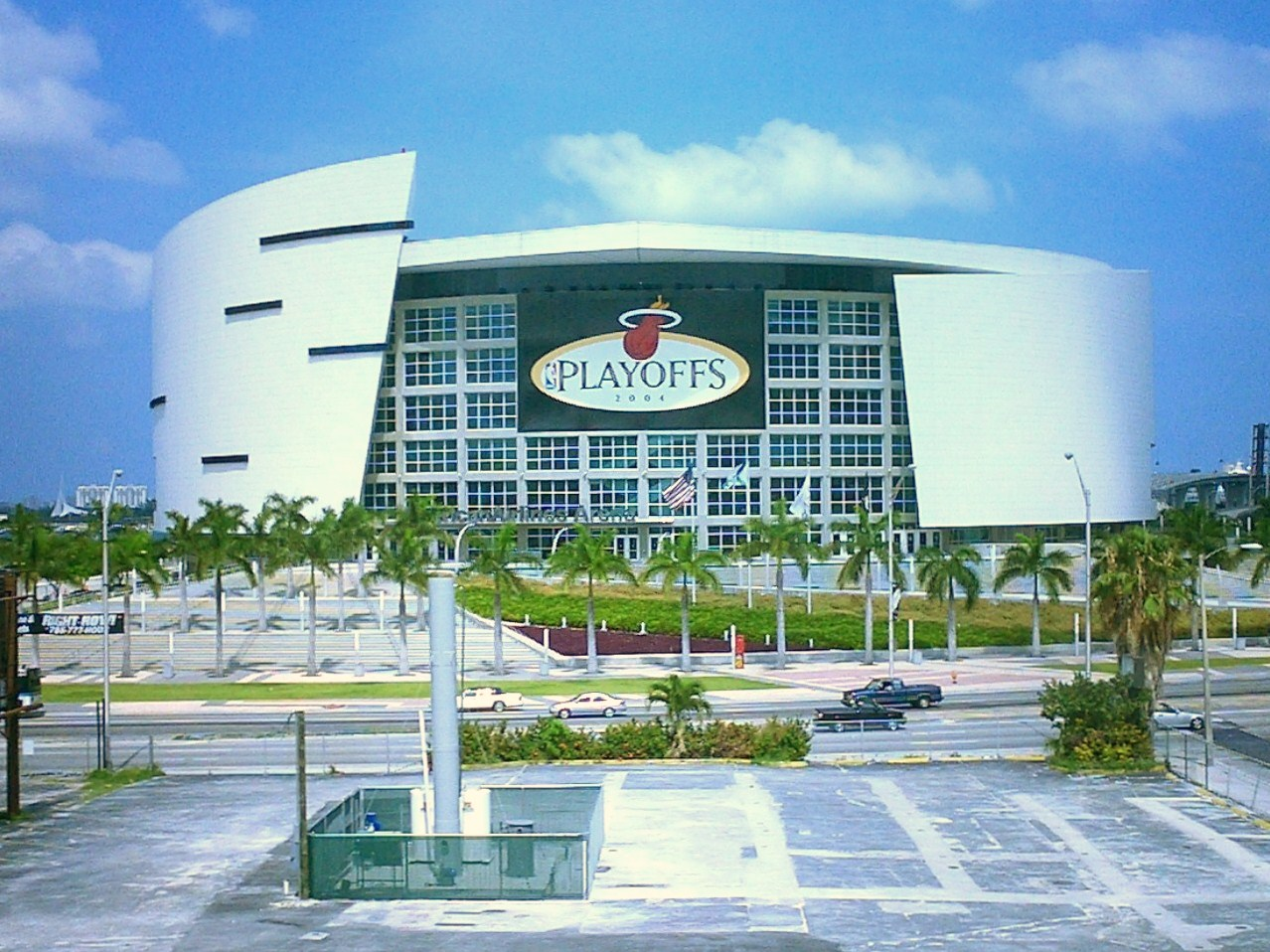
Arena tijdens de NBA Playoffs
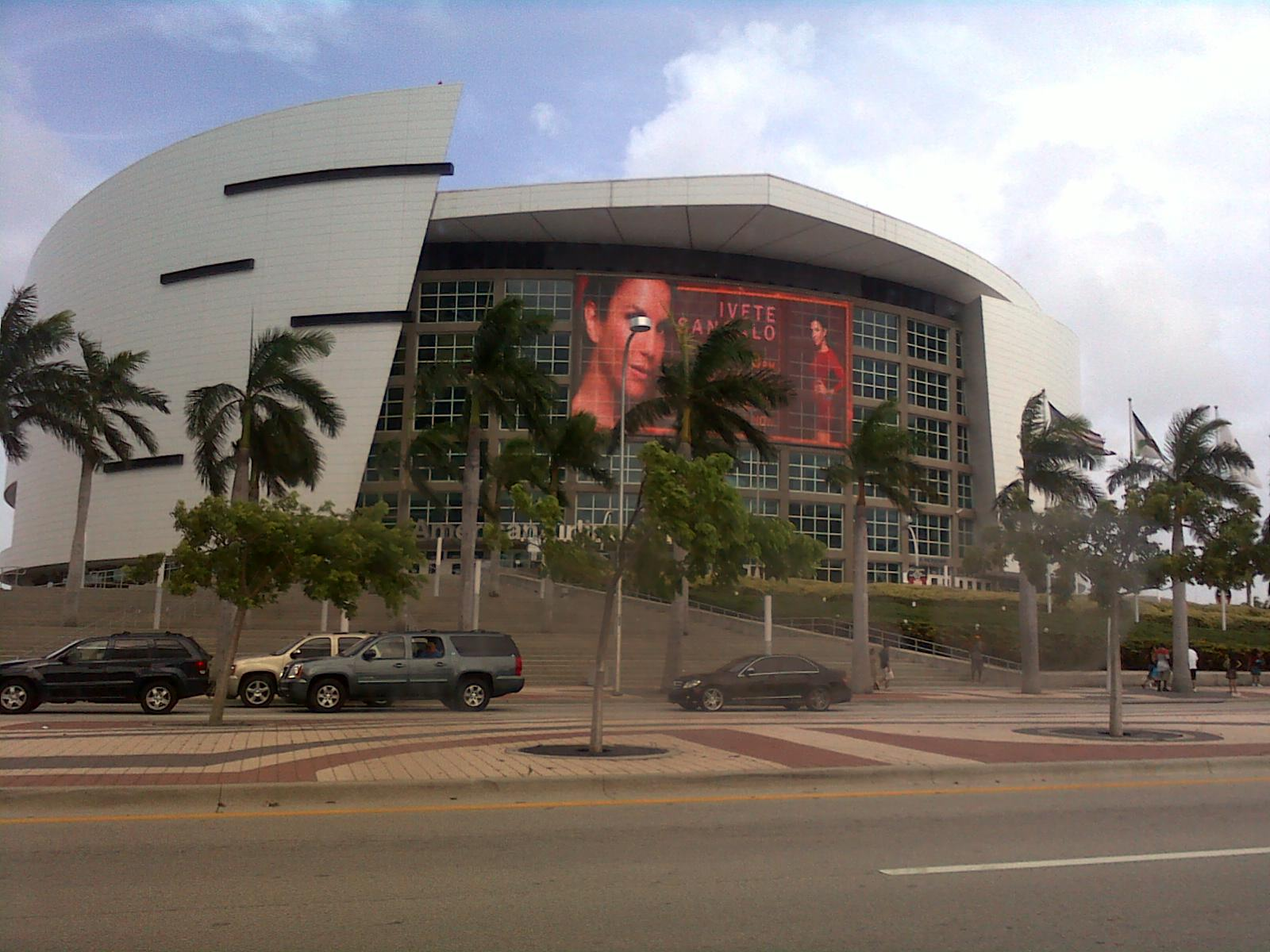
Vooraanzicht
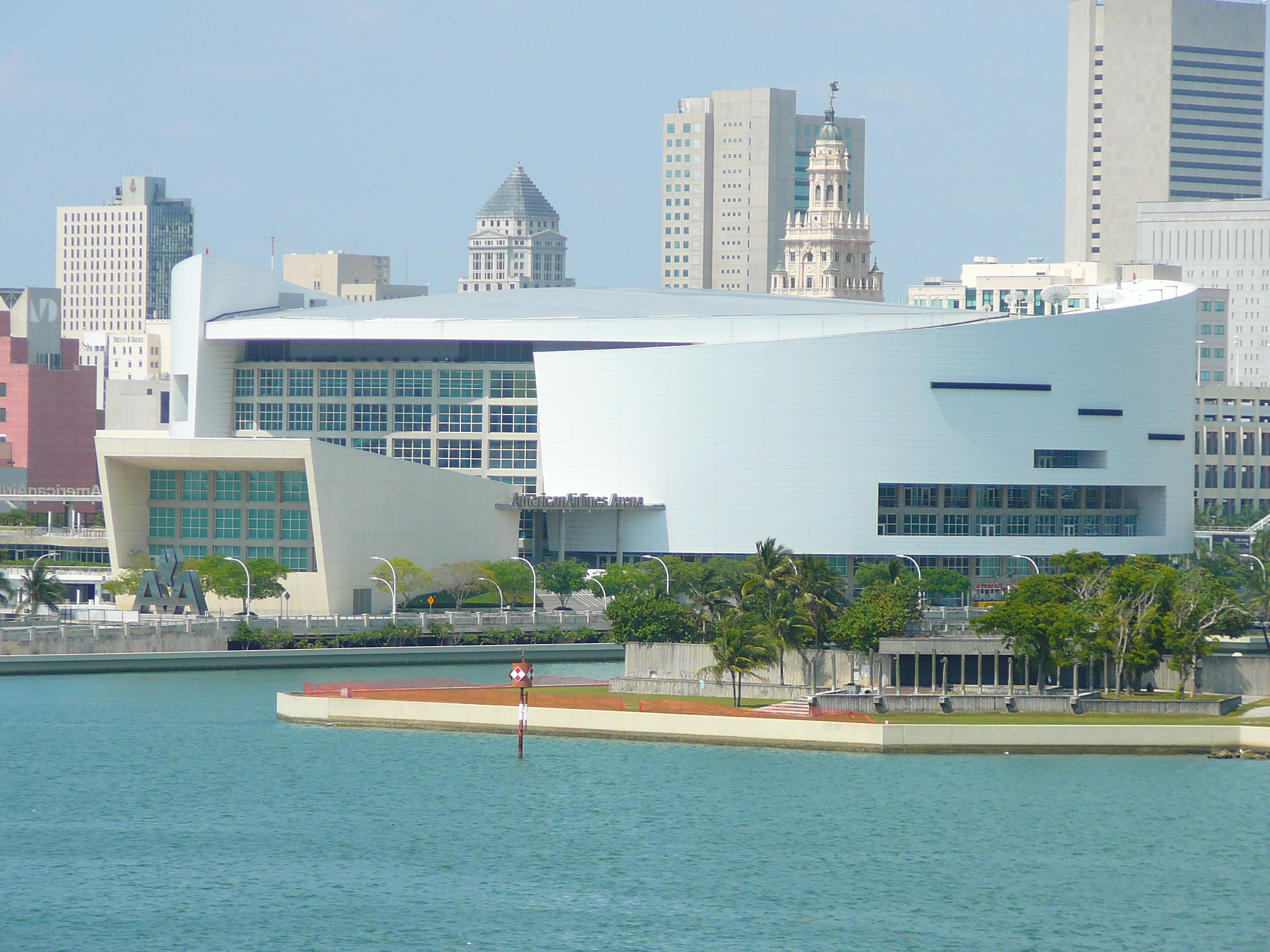
Zicht uit Biscayne Bay
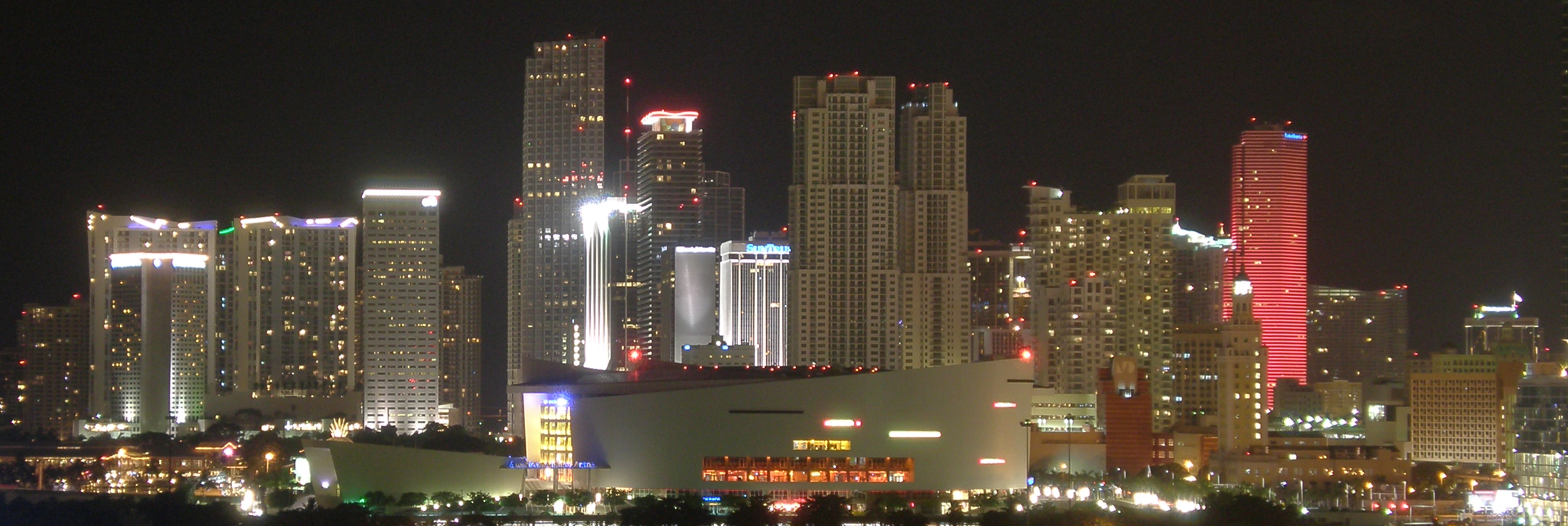
Vanuit het noorden
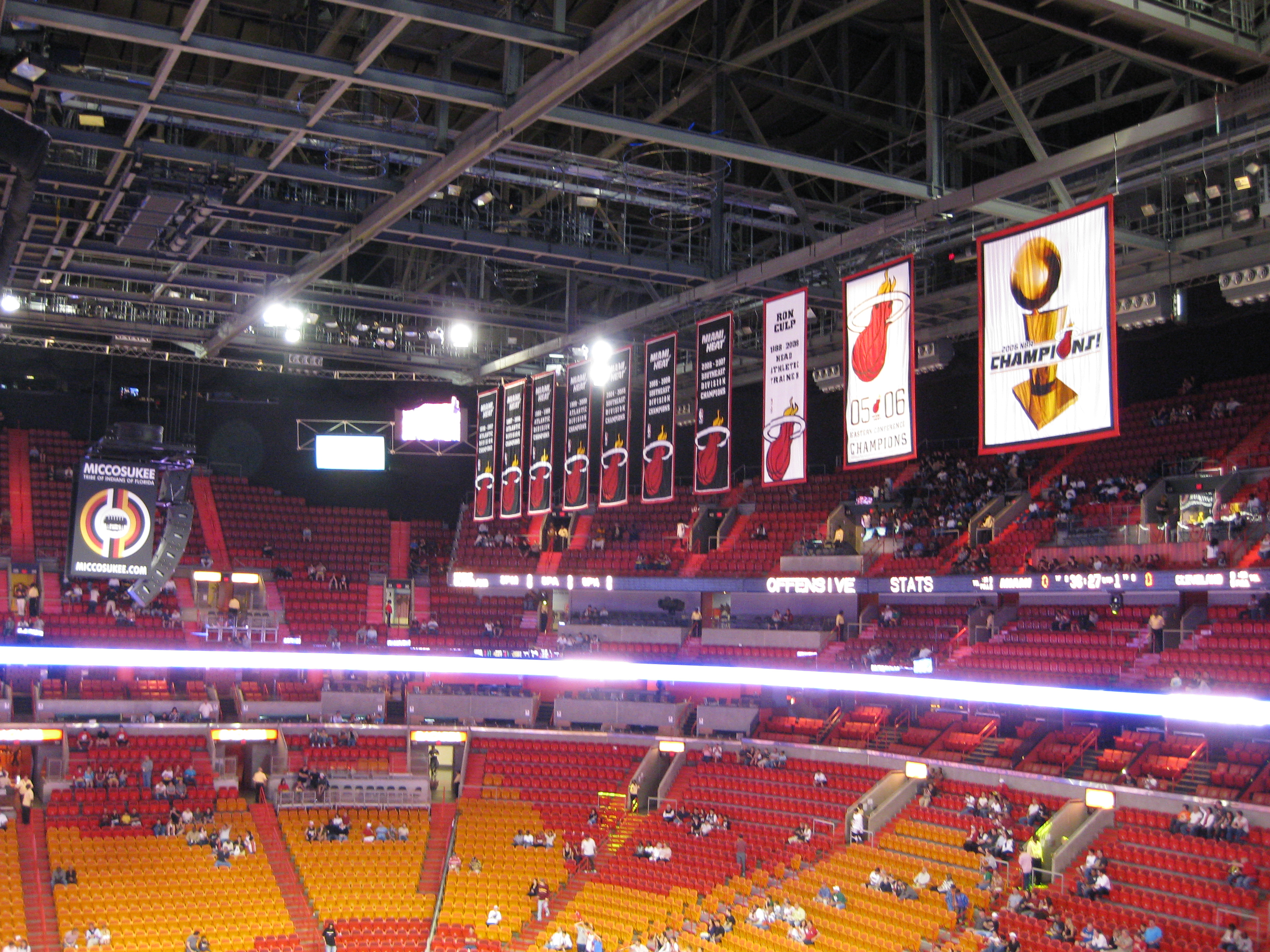
Interieur